# 二人で歩いた幾春秋
『二人で歩いた幾春秋』（ふたりであるいたいくはるあき）は、1962年8月12日に日本で公開された映画。河野道工の歌集『道路工夫の歌』を元にしている。モノクロ、シネマスコープ。

## スタッフ
- 監督・脚本・製作：木下惠介
- 製作：白井昌夫
- 原作：河野道工『道路工夫の歌』
- 撮影：楠田浩之
- 音楽：木下忠司

## キャスト
- 野中義男：佐田啓二
- 野中とら江：高峰秀子
- 石川美代子：倍賞千恵子
- 野中利幸：山本豊三
- 義男の父：小川虎之助
- 義男の母：岸輝子
- 千代：久我美子
- 望月：野々村潔
- 望月の妻：菅井きん
- 床屋のおやじ：坂本武
- 浮田：高木信夫
- 寺下：浜田寅彦
- 飲み屋のおかみ：三崎千恵子
- 所長：土紀洋児
- 所員：左右田一平、新島勉
- 新入生の母：水島光代
- 町の人：青山万里子
- 身延線の車掌：田中勝二
- 由比の宿の女中：大橋八千代